# Bueno Brandão (ort)
Bueno Brandão är en ort i Brasilien.   Den ligger i kommunen Bueno Brandão och delstaten Minas Gerais, i den sydöstra delen av landet, 800 km söder om huvudstaden Brasília. Bueno Brandão ligger 1 184 meter över havet och antalet invånare är 5 777.
Terrängen runt Bueno Brandão är kuperad. Runt Bueno Brandão är det ganska glesbefolkat, med 30 invånare per kvadratkilometer.. Det finns inga andra samhällen i närheten.
Omgivningarna runt Bueno Brandão är huvudsakligen savann.